# Такэда
Это статья об исторических событиях Японии. Японские имена приведены в традиционном порядке: Фамилия Имя.
Род Такэда (яп. 武田氏 Такэда-си) — род, ведущий свою родословную от Императора Сэйва. Прославился созданием боевого искусства айки-дзюцу, а также прославленными полководцами, самураями и мастерами боевых искусств. Кланы Минамото и Такэда известны во всем мире, и их влияние на историю Японии трудно переоценить.

## Род Минамото

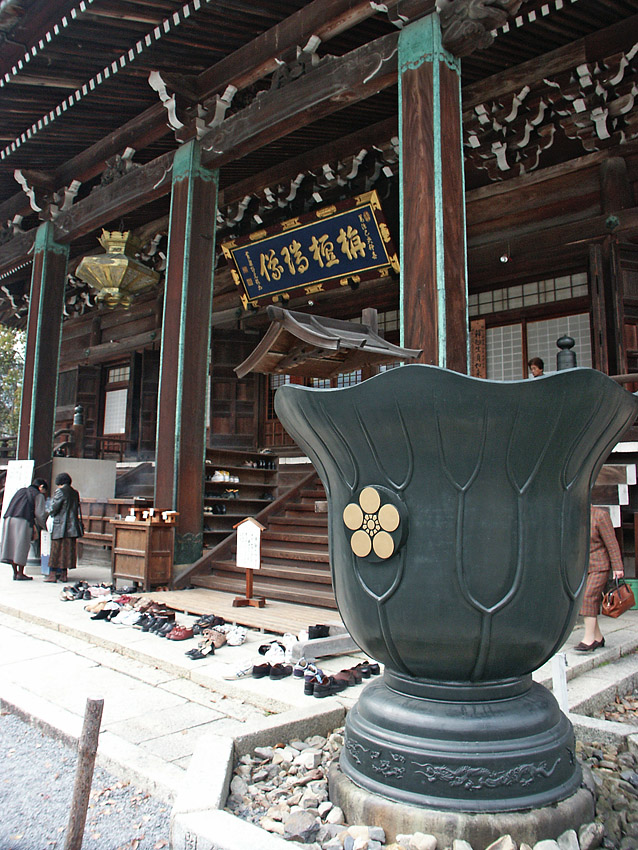
Буддийский храм Сэйрё-дзи в Киото — бывшее поместье Минамото-но Тору, яркого представителя рода Сага Гэндзи.

Минамо́то (яп. 源) — группа родов древней и средневековой Японии, происходивших от детей императоров, которым было отказано в статусе принцев и переведённым в разряд подданных путём предоставления фамилии Минамото (яп. 源, «источник») и титула «асон» (яп. 朝臣, «слуга династии»). Эти роды также известны как Гэндзи (源氏, «род/роды Минамото») или Гэнкэ (源家, «дом/дома Минамото»). Хотя сначала Минамото имели престижный статус весьма влиятельной аристократической семьи, со временем они быстро превратились в самураев из-за постоянного выполнения военных заданий столичного правительства.
Первое предоставление фамилии Минамото состоялось в правление императора Сага (809—823). Его был удостоен седьмой сын правящего монарха — Минамото-но Макото. Его считали лишним претендентом на престол, а потому «обезвредили», переведя в ранг подданных. Впоследствии, «нежелательные» дети таких императоров как Сэйва, Мураками, Уда и Дайго также были лишены привилегий и переведены в ранг подданных — Минамото.
Подобная практика императорского правительства, которое ликвидировало таким образом лишних принцев и уменьшало бюджетные расходы на императорскую семью, привела к появлению 21 рода Минамото. Чтобы избежать путаниц, эти роды называли по именам монархов, в правление которых основатели рода получили новую фамилию и титул. Например, род Минамото, происходивший от детей императора Саги, назывался Сага Гэндзи, а представители семейства Минамото — потомки монарха Сэйвы — Сэйва Гэндзи. Последний был самым многочисленным. Он дал начало многим новым самурайским родам — Асикага, Такэда, Нитта и другим.
Род Минамото линии Сэйва находился в постоянной борьбе за власть с представителями рода Тайра линии Камму. В 1156 и 1160 годах самураи Тайра смогли истребить большую часть рода Минамото и установить в Киото диктатуру. Однако её уничтожил Минамото но Ёритомо (1147—1199), который сумел выжить во время репрессий Тайра и восстать против них в 1180-х годах. При поддержке императора ему удалось уничтожить главных представителей враждебного рода и установить в городе Камакура первое самурайское правительство — сёгунат.

## Клан Такэда
Минамото Ёсикиё — основатель новой ветви рода Минамото в горной провинции Каи (ныне префектура Яманаси), получившей название Каи Гэндзи Такэда. Унаследовал боевую систему айки-дзюцу от отца, Минамото-но Ёсимицу, создавшего её. Эта боевая система в то время включала в себя не только методы ведения боя различными видами оружия (хэйхо), но и методы ведения войн, включая стратегические, тактические, диверсионные. Это позволило роду Такэда выживать в провинции Каи несколько веков.

### Такэда Сингэн

Гравюра с изображением Такэды Сингэна.

Такэда Сингэн (1 декабря 1521 — 13 мая 1573) — один из величайших полководцев Японии периода Сэнгоку («Воюющих провинций», 1467—1568 гг.). Представитель клана Такэда. Был старшим сыном Такэды Нобуторы, полководца и правителя провинции Каи. При рождении получил имя Кацутиё («победа навсегда»), но потом сменил его на Харунобу. Имя Сингэн принял с монашеским саном в 1559 году.
Харунобу рос нелюбимым ребёнком, отец хотел избавиться от него, так как благоволил больше своему второму сыну — Такэде Нобусигэ, и именно ему собирался передать свои владения. Однако Харунобу вступил в тайный заговор с Имагавой Ёсимото, а затем, в 17 лет, при поддержке большинства самураев провинции Каи восстал, и, изгнав своего отца, стал править самостоятельно.
Японцы считают Такэду Сингэна одним из самых лучших полководцев в своей истории. Существует множество легенд и преданий, основанных на исторической хронике семьи Такэда «Коё гункан», повествующих о его подвигах, бесстрашии и воинском таланте. Он был популярен среди самураев, с которыми переносил все опасности и лишения службы, и среди крестьян, которые звали его Сингэн-ко — Принц Сингэн. Он покровительствовал боевым искусствам и проповедовал благородство в бою, невозмутимость и дзэнское хладнокровие в самых тяжелых ситуациях.

### Такэда Кацуёри
Такэда Кацуёри (1546—3 апреля 1582) — сын Такэды Сингэна. 20-й глава рода Такэда и правитель провинции Каи. Кацуёри стал фактическим наследником рода после смерти Такэды Ёсинобу, своего старшего брата. Его отец, Такэда Сингэн, не желал видеть Кацуёри следующим главой рода и назначил Такэду Нобукацу, собственного внука, будущим руководителем. Однако Кацуёри сосредоточил все рычаги власти в своих руках, выполняя функции регента при Нобукацу.
После смерти Сингэна Кацуёри продолжил завоевательную политику отца. В 1574 году он захватил труднодоступный замок Такатэндзин, а в 1575 вторгся вглубь территории провинции Микава, центральные владения Токугавы Иэясу. Однако агрессивная политика Кацуёри потерпела крах в битве при Нагасино, в которой его войска были наголову разбиты союзными силами Токугавы и Оды Нобунаги. В 1582 году эти враги Кацуёри напали на его владения и уничтожили оставшееся войско. Перед лицом полного поражения, в соответствии с самурайскими традициями, глава рода Такэда и члены его семьи совершили сеппуку.

### Такэда Куницугу
Такэда Куницугу — основатель новой ветви рода Такэда, мастер айки-дзюцу.
Благодаря Такэде Куницугу, перебравшемуся в провинцию Айдзу незадолго до истребления рода Такэда в провинции Каи, род Такэда продолжил своё существование. Являясь носителем секретного боевого искусства клана Такэда, айки-дзюцу, он наладил связи с верхушкой клана самураев Айдзу.
Новая ветвь рода, называвшаяся Айдзу Такэда, учила многие последующие поколения последователей из клана Айдзу. Некоторые боевые искусства были доступны только для самураев самого высокого ранга и считались Отомэ-рю (Госикиути) — секретными искусствами. Не допускалась ни передача этих систем последователям более низких уровней, ни техническое смешение стилей, а показательные выступления могли наблюдать только члены школы (Рюха). Боевые искусства, на которые распространялись эти ограничения, включали айки-дзюцу.

### Такэда Сокаку

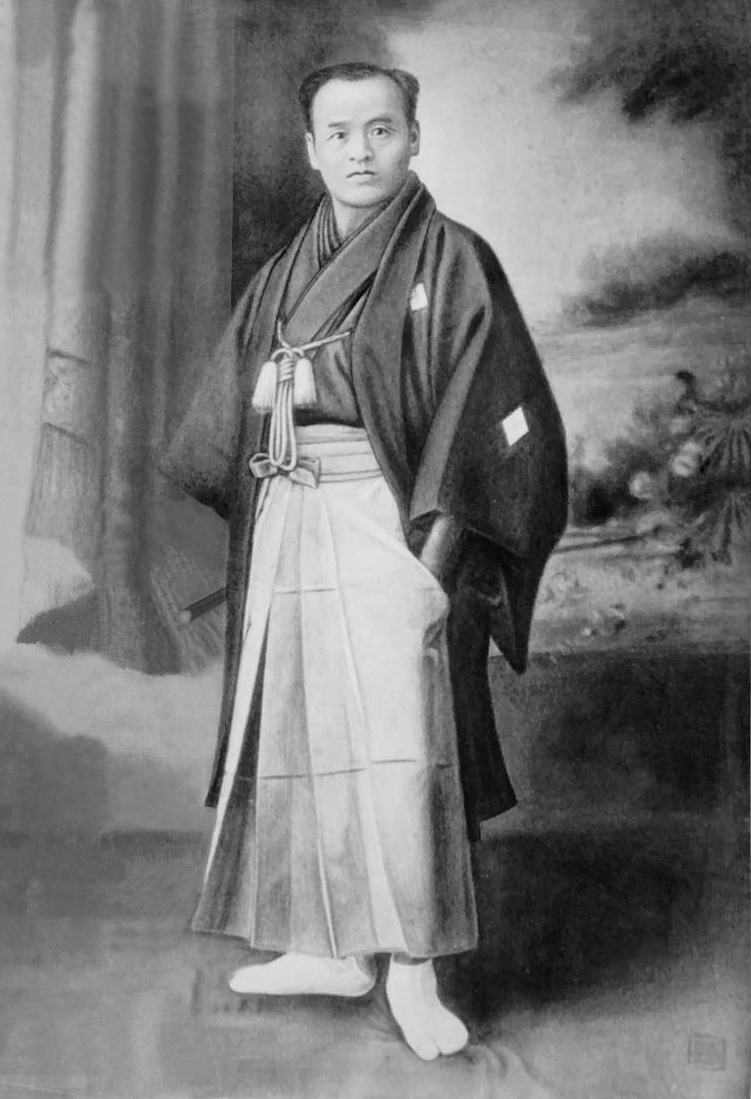
Такэда Сокаку

Такэда Сокаку (10 октября 1859 — 25 апреля 1943) — основатель одной из школ дзю-дзюцу, известной как дайто-рю Айки-дзюдзюцу. Родился в провинции Айдзу (современная префектура Фукусима).
Несколько веков клан Такэда в Айдзу оттачивал и совершенствовал боевую систему айки-дзюцу. Эти секретные знания были переданы Такэде Сокаку через Такэду Соэмона (деда Сокаку) и Такэду Сокити (его отца).